# キチン
キチン (chitin) は直鎖型の含窒素多糖高分子で、ムコ多糖の一種。ポリ-β1-4-N-アセチルグルコサミンのこと。語源は古代ギリシアの衣服であったキトン(chiton)に由来し、「包むもの」を意味する。
節足動物や甲殻類の外骨格すなわち外皮、軟体動物の殻皮の表面といった多くの無脊椎動物の体表を覆うクチクラや、カビ・キノコなど真菌類の細胞壁などの主成分である。
このように天然物であるキチンはN-アセチルグルコサミンだけでなく、グルコサミンをも構成成分とする多糖であり、N-アセチルグルコサミンとグルコサミンの比はおよそ9：1といわれている。キチンは天然物であるが故に、その比は由来によって大きく異なるものと考えられるが、N-アセチルグルコサミンだけで構成されるキチンは存在しないと考えられる。
よって、キチンを化学的または酵素的に分解するとN-アセチルグルコサミンとグルコサミンを含む多様な二糖、三糖やオリゴ糖が生成する。
分子式は(C8H13NO5)n、CAS登録番号は[1398-61-4]である。

## 製造法
工業的には主に水産物として漁獲されるカニ類などの甲殻類の殻から得られる。生体内では、タンパク質、カロテノイドなどの色素、カルシウム塩を中心とした無機塩類などと複合した構造体を形成している。このため、塩酸による脱灰工程、アルカリ処理による脱タンパク工程、および、アルコール抽出や漂白法による脱色素工程を経て精製される。

## 構造と特性
構造は、セルロースと類似の構造であるが、2位炭素の水酸基がアセトアミド基になっている。即ち、N-アセチルグルコサミンの1,4-重合物である。分子間、あるいは、分子内で形成される強固な水素結合により、明確なガラス転移点や融点を示さず、加熱により分解する。
同様の理由により溶解性に乏しく、ほとんどの溶剤には溶解しない。濃塩酸や濃アルカリには可溶であるが、加水分解などの分子鎖切断による大幅な分子量低下を生じた結果として溶解するものである。 分子量低下をさほど伴わない溶媒としては、ジメチルアセトアミド/塩化リチウム、メタノール/塩化カルシウム複合溶剤系などがある。中でも前者の溶媒は非水系であるため、誘導体化、ポリマーブレンドなどに有利であり、近年、それらに対する試みや応用が盛んになってきている。
なお、濃アルカリ水溶液中での煮沸処理などにより、脱アセチル化され、キトサンを得ることが出来る。
生物資源由来の物質であり、枯渇の恐れが無い、安全性が高い、生物分解性であるなどの特徴をもつ。特に生体において容易に分解し、比較的高い強度と柔軟性を持つことから、手術用縫合糸として利用も検討された。

## 物性
その構造から、セルロースに似た特性を示す。
- 白色無定形粉末または繊維状。
- 各種有機溶剤、希酸、希アルカリに不溶。
- 濃塩酸、濃アルカリに可溶。ただし分子量の低下を伴う。後者の場合アセチル基の脱離も伴う。

## 健康食品
免疫強化、高脂血症の改善などに効果があるといわれるが、ヒトでの効果は十分検証されていないようである。キチンを酸加水分解して得られるグルコサミンは、アメリカなどで医薬品として認められている。